# Triệu Hoằng Ân
Triệu Hoằng Ân (chữ Hán: 赵弘殷; 899 - 956), người Trác Quận (nay là Trác Châu, địa cấp thị Bảo Định, tỉnh Hà Bắc), sau chuyển đến Lạc Dương. Ông là cha đẻ của 2 vị Hoàng đế thời kỳ đầu nhà Tống: Tống Thái Tổ và Tống Thái Tông, đồng thời là tổ tiên của tất cả các Hoàng đế nhà Tống.

## Tiểu sử
Triệu Hoằng Ân vốn là một Tướng quân của Lãnh chúa Vương Dung thời kỳ Ngũ Đại Thập Quốc. Ông có biệt tài là cưỡi ngựa bắn cung. Theo lệnh của Vương Dung, ông đã dẫn hơn 500 kỵ binh để hỗ trợ cho đồng minh của nước Triệu là Hậu Đường Trang Tông chống lại nhà Hậu Lương. Ông được giao lại toàn bộ số quân đội sau sự sụp đổ của nước Triệu.
Một hôm trên đường đi công vụ cho Vương Dung, đúng lúc đi ngang qua Định Châu thì trời đổ bão tuyết, Hoằng Ân Tướng quân phải nấp dưới cổng của Đỗ Gia trang đề tránh bão. Chủ nhân của Đỗ Gia trang là Đỗ Sảng (杜爽) thấy vậy bèn mở cửa mời vào, khoản đãi thịnh soạn cho vị tướng gia này, đồng thời mời ông lưu lại vài hôm chờ hết bão. Kể từ đó, Hoằng Ân thường xuyên liên lạc với Đỗ Gia trang. Đỗ Sảng dần có thiện cảm với Hoằng Ân và đã gả con gái của ông cho vị tướng quân này. Người con gái đó sau này là Chiêu Hiến Thái hậu Đỗ thị, là mẹ của Tống Thái Tổ và Tống Thái Tông.
Sau khi qua đời, Tống Thái Tổ truy tôn ông là Chiêu Vũ Hoàng đế (昭武皇帝), hiệu là Tuyên Tổ (宣祖), cho táng tại Tống lăng, Củng Nghĩa. Thuỵ hiệu đầy đủ của ông là Tuyên Tổ Chiêu Vũ Hoàng đế (宣祖昭武皇帝). Vợ ông là Đỗ thị cũng được táng tại đó.

## Gia quyến
- Thân phụ: Triệu Kính (趙敬), thụy Giản Cung Duệ Đức Hoàng đế (简恭睿德皇帝), miếu hiệu Dực Tổ (翼祖)[1].
- Thân mẫu: Lưu thị (劉氏), thụy Giản Mục Hoàng hậu (簡穆皇后).
- Thê tử: Chiêu Hiến Thái hậu Đỗ thị [昭宪太后杜氏].
- Thiếp thất:Trần Quốc phu nhân Cảnh thị (陈国夫人耿氏)
- Hậu duệ:

1. Triệu Khuông Tế [趙劻濟], chết yểu, tặng Ung vương (邕王).
2. Tống Thái Tổ Triệu Khuông Dẫn [趙劻胤].
3. Tống Thái Tông Triệu Khuông Nghĩa [趙劻乂].
4. Triệu Khuông Mỹ [趙劻美; 947 - 984], sau đổi tên thành Quang Mỹ rồi Đình Mỹ, thuỵ là Phù Điệu vương (涪悼王)[2].
5. Triệu Khuông Tán [趙匡贊], chết yểu, tặng Kì vương (岐王).
6. Yên Quốc Trưởng Công chúa [燕國長公主; ? - 973], hạ giá lấy Mễ Phúc Đức (米福德), sau tái giá Cao Hoài Đức. Thời Tống Huy Tông, cải tặng Cung Ý Đại Trưởng Đế cơ (恭懿大長帝姬).
7. Trần Quốc Trưởng Công chúa [陳國長公主], mất sớm. Thời Tống Huy Tông, cải tặng Cung Hiến Đại Trưởng Đế cơ (恭献大長帝姬).